# 21733 Schlottmann
A 21733 Schlottmann (ideiglenes jelöléssel 1999 RX145) a Naprendszer kisbolygóövében található aszteroida. A LINEAR projekt keretében fedezték fel 1999. szeptember 9-én.